# Religija u Luksemburgu
Religija u Luksemburgu zastupljena je s nekoliko vjerskih zajednica.

## Povijest
U starom vijeku ovdje su bili keltski i germanski poganski kultovi. Dolaskom pod rimsku vlast širi se rimska religija. Širenjem kršćanstva u Rimskom Carstvu i kršćanstvo postupno dolazi u ove krajeve. Luksemburg je tradicijski rimokatolička zemlja. Protestantizam se širio na sjeveru njemačkih zemalja, ali nije preuzeo bitnu ulogu u Luksemburgu.

## Vjerska struktura
Procjene koje navodi CIA za 2010. govore o sljedećem vjerskom sastavu:
- rimokatolici 87%
- ostali (protestanti, židovske vjere, muslimani] 13%

## Galerija
- Širenje kršćanstva u Europi i na Sredozemlju.
- Europa u doba velike podjele 1054. godine.
- Religija u Europi, na Sredozemlju i na Bliskom Istoku 1100.
- Religije u Europi 1560.